# درب السماء (فلم)
درب السماء فيلم سوري درامي مدة عرض الفيلم 92 دقيقة وهو من تأليف رامي كواسا وإخراج جود سعيد.

## قصة الفيلم
تدور احداثه حول شاب ريفي بعد زواجه، الفيلم يحكي قصة أمجد الشاب الريفى المهمش ضمن محيطه بعد زواجه من راما، يصاب بقذيفة هاون ويفقد بصره على أثرها لعدم قدرته على تلقي العلاج اللازم بسبب الحصار الذي تشهده المنطقة، ليجد الملاذ الآمن الوحيد هو زوجته، ولاحقًا يتخذ هذا الشاب قرار الهجرة بطريقة غير شرعية مع زوجته لتلقي العلاج

## الجوائز التي حصل عليها فيلم درب السما
حصل فيلم درب السما للمخرج السوري جود سعيد بـ3 جوائز ضمن الدورة الـ35 من مهرجان الإسكندرية السينمائي:
1. حصد جائزة أفضل سيناريو في المسابقة الرسمية.
2. جائزة أفضل فيلم.
3. حصل على جائزة أفضل ممثل أيمن زيدان.

## أبطال الفيلم
- أيمن زيدان
- حسن دوبا
- جرجس جبارة
- نوار يوسف
- ربى الحلبي
- جابر جوخدار
- حسين عباس
- صفاء سلطان
- محمد الأحمد
- رسل الحسين
- نور علي

## طاقم الفيلم
- جود سعيد. (مؤلف ومخرج)[2]
- رامي كوسا. (مؤلف)
- رؤوف ظاظا. (مونتاج وجرافيكس)
- المؤسسة العامة للسينما (دمشق). غ (إنتاج)

## وصلات خارجية
- مقالات تستعمل روابط فنية بلا صلة مع ويكي بيانات